# Assassin's Creed Mirage
Assassin's Creed Mirage je akční adventura vyvinutá studiem Ubisoft Bordeaux, kterou vydala společnost Ubisoft. Jde o třináctý hlavní díle série Assassin's Creed a nástupce hry Assassin's Creed Valhalla z roku 2020. Odehrává se především v Bagdádu v 9. století, a to v době islámského zlatého věku, a sleduje Basima Ibn Ishaqa (postavu, jež byla poprvé představena ve Valhalle) a jeho přeměnu z pouličního zloděje na plnohodnotného člena Bratrstva asasínů, které bojuje za mír a svobodu proti templářskému řádu, jenž touží míru dosáhnout skrze kontrolu. Hra byla popsána jako návrat ke kořenům série, zaměřená na stealth, parkour a asasinace, méně však na prvky her na hrdiny, které se hojně objevovaly v posledních dílech.
Mirage byl vydán 5. října 2023 pro platformy Microsoft Windows, PlayStation 4, PlayStation 5, Xbox One, Xbox Series X a Series S a Amazon Luna.

## Hratelnost
Mirage je stealth akční adventura, jež by se měla vrátit ke kořenům a připomínat starší tituly série Assassin's Creed. Je tak více lineární a zaměřená na příběh a omezuje množství prvků her na hrdiny, které byly přítomny v posledních dílech série. Hra se odehrává především v Bagdádu, jenž je rozdělen na čtyři čtvrti, obsahuje však také Alamút, pevnost a velitelství Skrytých. Základními prvky hratelnosti jsou parkour, boj na blízko a stealth. V Mirage se také vracejí asasínské mise „Black Box“ z her Assassin's Creed Unity a Assassin's Creed Syndicate, v nichž hráči musejí prozkoumávat prostředí a hledat různé způsoby, jak se dostat ke svým cílům a zlikvidovat je. Jako Skrytý bude mít Basim k dispozici velký arzenál zbraní a nástrojů, včetně charakteristické asasínské skryté čepele a kouřových bomb.

## Synopse
Hra Mirage se odehrává desítky let před událostmi předchozího dílu Assassin's Creed Valhalla a je „příběhem o dospívání“ Basima Ibn Ishaqa (Lee Majdoub), pouličního zloděje, jenž se pod vedením své mentorky Roshany (Shohreh Aghdashloo) naučí bojovat za věc větší, než je on sám, a stane se Skrytým.

## Vývoj
Vývojáři popsali hru Mirage jako „menší“ titul série Assassin's Creed, jehož délka se pohybuje podobně jako u starších her kolem 15–⁠20 hodin. Byla navržena na oslavu 15. výročí série, při níž tým využil technologie vytvořené pro Assassin's Creed Valhalla a vyvinul hru, jež vzdává hold prvnímu dílu.
Podrobnosti o hře Mirage unikly před jejím oficiálním oznámením na konferenci Ubisoft Forward 10. září 2022 pod kódovým označením Rift. Vyšlo najevo, že mělo jít původně o datadisk pro Valhallu, ze kterého se stal samostatný díl.

## Vydání
Assassin's Creed Mirage vyšel 5. října 2023 pro platformy Microsoft Windows, PlayStation 4, PlayStation 5, Xbox One, Xbox Series X a Series S a Amazon Luna. Krátce po oznámení hry se objevila zpráva, jež odkazovala na její výpis v obchodu Xbox Store týden před jejím odhalením, že titul obdržel od agentury Entertainment Software Rating Board rating „Adults Only“ (AO), kvůli čemuž by byl jeho prodej na některých místech Spojených států omezen. Jedním z důvodů udělení tohoto ratingu bylo, že titul obsahuje „skutečný hazard“. Společnost Ubisoft obě tvrzení rychle opravila a uvedla, že hra zatím nebyla hodnocena a „ve hře [nebudou] přítomny žádné skutečné hazardní hry ani lootboxy“.